# 萨尔诺
萨尔诺（義大利語：Sarno），是意大利萨莱诺省的一个市镇。总面积39平方公里，人口31394人，人口密度805.0人/平方公里（2009年）。ISTAT代码为065135。